# Dicotylichthys punctulatus
Dicotylichthys punctulatus är en fiskart som beskrevs av Johann Jakob Kaup 1855. Dicotylichthys punctulatus ingår i släktet Dicotylichthys och familjen piggsvinsfiskar. Inga underarter finns listade i Catalogue of Life.